# Шателперон култура
Шателперон култура је рана археолошка индустрија млађег палеолита централне и југозападне Европе, која се ширила до данашње Шпаније између 35.000 и 29.000 година п. н е. Назив је добила по локалитету фр. la Grotte des Fées у Шателперону у Француској. Ово је палеолитска прелазна култура средњег палеолита (мустеријена) и млађег палеолита када су ову територију насељавали неандерталци и хомо сапиенси. Из мустеријенске културе је наследила левалоазијенску технику окресивања камених алатки. За Шателперон су карактеристични једноставни издужени стругачи, благо заобљени ножеви са ретушом на једној ивици.